# Badalona Dracs

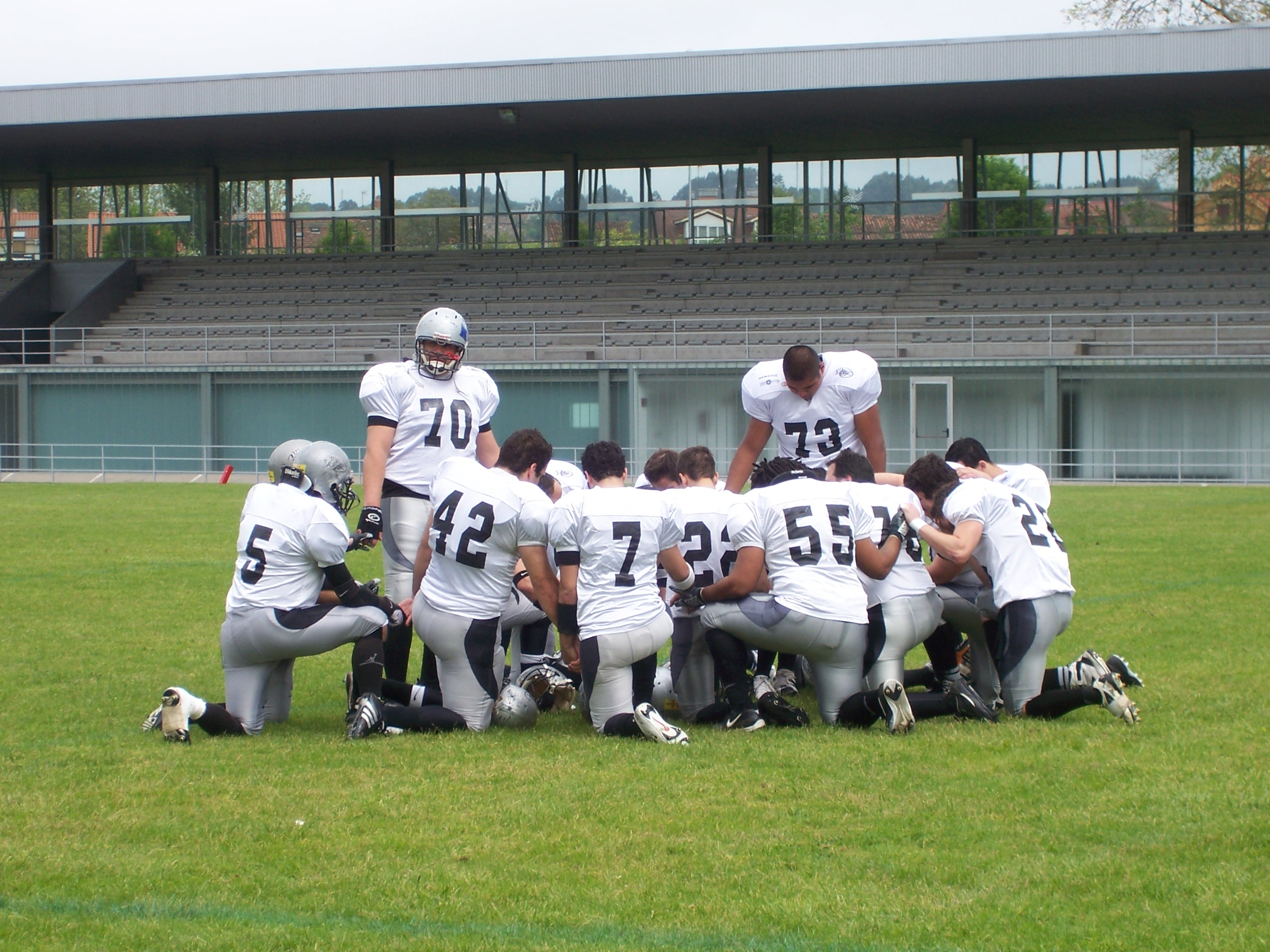
Die Badalona Dracs vor einem Spiel (2009)

Die Badalona Dracs (gegründet als Badalona Drags) sind ein American-Football-Team aus Badalona, Katalonien, Spanien. Sie sind aktueller Spanischer Meister und mit zehn nationalen Titeln die erfolgreichste Mannschaft Spaniens.

## Vereinsgeschichte
Die Badalona Drags wurden im Dezember 1987 von Pere Moliner, dem ersten Präsidenten des Vereins, Ramón Ventura und dem Italiener Alfonso Genchi als erster spanischer Footballverein gegründet. Am 19. März des folgenden Jahres veranstalteten die Drags ihr erstes Spiel gegen den italienischen Verein Palermo Cardinals, das 12:18 verloren ging. Diese Partie war gleichzeitig das erste American-Football-Spiel auf spanischem Boden. Später im Jahr 1988 wurde eine vier Mannschaften starke Liga mit den L’Hospitalet Pioners, Barcelona Boxers und den Barcelona Búfals gegründet. Diese erste Saison einer spanischen Liga, genauer einer katalanischen, der Lliga Catalana, wurde von den Drags gewonnen. Im Endspiel setzten sich die Drags gegen die Búfals mit 15:12 durch. Im folgenden Jahr erreichten die Drags erneut das Finale, in dem sie den Boxers mit 18:13 unterlagen.
Nach einigen schwierigen Jahren in den frühen 1990ern konnte erst in der Saison 1997/1998 mit dem neuen mexikanischen Coach Carlos Baroccio der erste spanische Meistertitel, der 1995 gegründeten spanischen Liga (LNFA), gewonnen werden.
Nachdem 1998/1999 der Meistertitel verteidigt wurde, konnten die Drags 2000 der hohen Favoritenrolle nicht gerecht werden und verloren überraschend im Finale gegen die Granollers Fenix mit 8:0. Trotzdem konnte man in diesem Jahr Geschichte schreiben, als man gegen das französische Team Asnières Molosses als erstes spanisches Team ein  European-Football-League-Spiel gewinnen konnte.
2002 folgte neben dem Gewinn der Meisterschaft der bis dahin größte internationale Erfolg des Vereins, als man bis ins Endspiel des EFAF Cups vordringen konnte, sich dort aber den Graz Giants mit 51:12 geschlagen geben musste.
Neben dem jeweiligen Gewinn der spanischen Meisterschaft konnte man 2003 und 2004 auch international durchaus erfolgreich agieren, als die Drags jeweils in das Halbfinale der European Football League einzog. Dort konnte das Team dann aber weder gegen die Braunschweig Lions (2003), noch gegen die Bergamo Lions (2004) überzeugen.
Im Herbst 2004 änderte das Team seinen Namen in Badalona Dracs um. In der Folgezeit konnte lange kein Meistertitel mehr gewonnen werden, obwohl 2005, 2007, 2009 und 2011 jeweils nur eine Finalniederlage dazwischen lagen. Auch international konnten keine größeren Erfolge mehr verzeichnet werden. 2008 und 2009 scheiterte das Team jeweils in der Vorrunde des EFAF Cups und 2010 in der Vorrunde der EFL. In der Saison 2014 gelang ihnen dann der Einzug ins Finale, wo sie den Kiel Baltic Hurricanes deutlich unterlagen.
In der spanischen Meisterschaft standen die Dracs ab der Saison 2013 immer im Finale. Dieses konnten sie 2014 und dann fünf Mal in Folge in den Jahren 2016 bis 2021 (die Saison 2020 wurde pandemiebedingt abgebrochen) gewinnen. In den letzten beiden Jahren scheiterten sie dann jeweils an den Madrid Osos Rivas im Halbfinale. Seit ihrem ersten Finaleinzug 1998 war es das erste Mal, dass die Dracs zweimal in Folge das spanische Finale verpassten.

## Erfolge
- Spanische Meisterschaft
  - Titelgewinn: 1998, 1999, 2002–2004, 2014, 2016–2019, 2021
  - Vizemeisterschaft: 2000, 2005, 2007, 2009, 2011, 2013, 2015
- European Football League
  - Halbfinale: 2003, 2004